# Busanan Ongbumrungpan

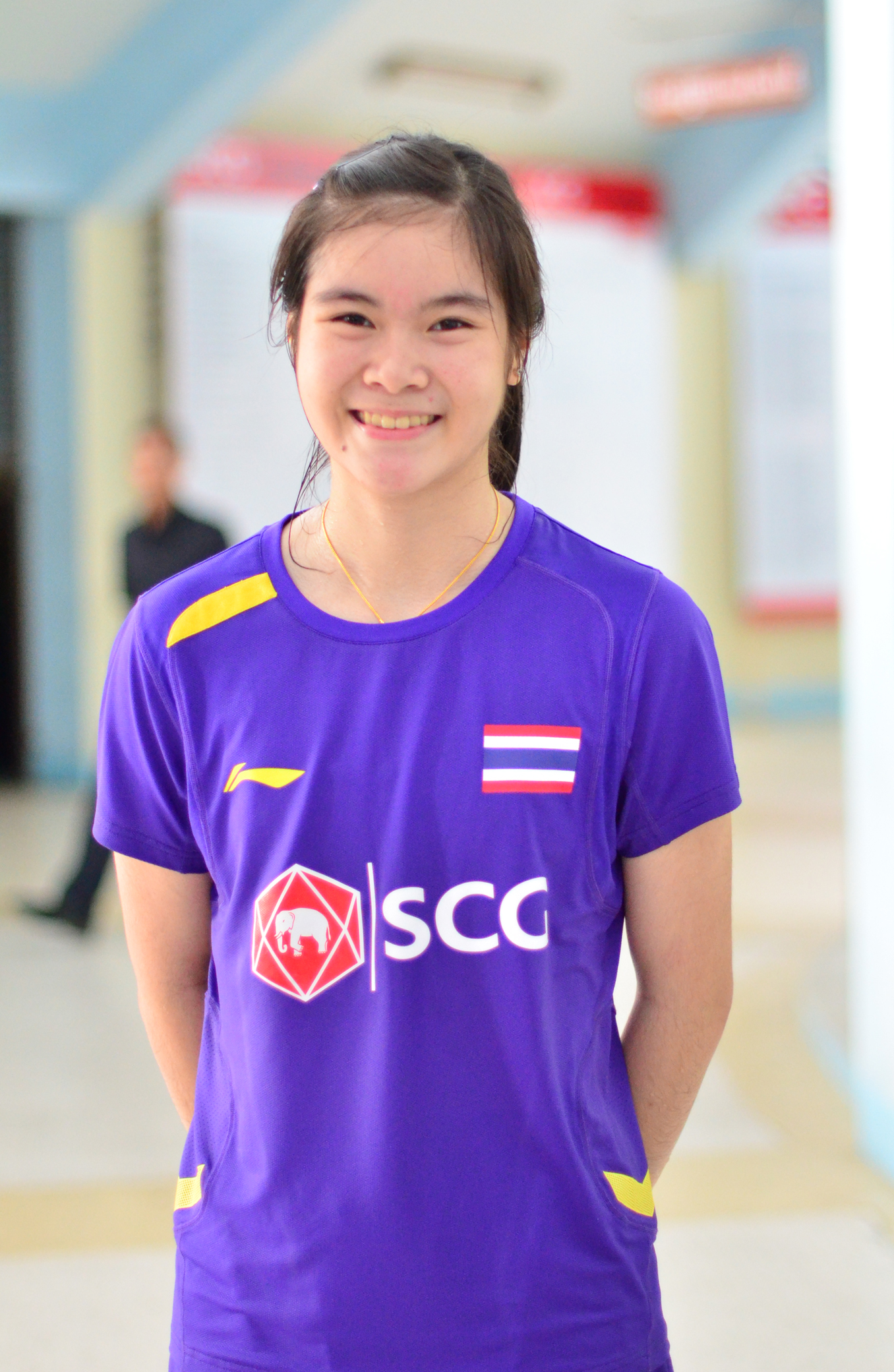
Busanan Ongbumrungpan im Jahr 2013.

Busanan Ongbumrungpan (Thai: บุศนันท์ อึ๊งบำรุงพันธ์; * 22. März 1996) ist eine thailändische Badmintonspielerin.

## Karriere
Busanan Ongbumrungpan nahm 2011 im Dameneinzel an der Badminton-Juniorenweltmeisterschaft teil und konnte dort bis ins Achtelfinale vordringen. Mit der Mannschaft wurde sie bei derselben Veranstaltung Vierte. Ein Jahr später startete sie bereits bei der Asienmeisterschaft der Erwachsenen, schied dort jedoch in der ersten Runde gegen Bae Yeon-ju aus Südkorea aus. Mit dem Malaysia Open Grand Prix Gold 2012 gewann sie im Mai 2012 ihr erstes großes internationales Turnier.